# SN 1996bj
SN 1996bj – supernowa typu Ia odkryta 9 października 1996 roku w galaktyce A021149+0124. W momencie odkrycia miała maksymalną jasność 22,60m.